# Kjæringa
Kjæringa est une île norvégienne du comté de Hordaland appartenant administrativement à Kjerrgarden.

## Description
Rocheuse et couverte de quelques arbres, elle s'étend sur environ 112 m de longueur pour une largeur approximative de 63 m. Elle comporte deux bâtiments désaffectés, un sur la côte nord-est, l'autre en son centre.